# 무주 적상산성
무주 적상산성(茂朱 赤裳山城)은 대한민국 전북특별자치도 무주군 적상면, 적상산에 있는 고려시대의 성곽이다. 1965년 7월 10일 대한민국의 사적 제146호로 지정되었다.

## 개요
절벽으로 이루어진 적상산 위의 분지를 에워싼 대표적인 방어산성이다.
고려 후기 거란이 침입한 후 최영은 이곳에 산성을 쌓게 하고 창고 짓기를 건의했으며, 조선 세종 때의 체찰사 최윤덕도 반드시 보존할 곳이라고 건의한 바 있다. 고려 때 거란과 왜구의 침입에 이미 산성을 이용하여 인근 여러 고을의 백성이 피난한 사실에서 이 산성은 고려 후기에 축조된 것으로 추정되고 있다. 《고려사》, 《세종실록지리지》, 《신증동국여지승람》 등 여러 고문헌에 따르면 적상산성은 최소한 고려 중엽 거란의 제2차 침입(1010년) 이전에 축성되었음을 확인할 수 있으며, 축성 방식 등을 볼 때 삼국시대 백제에서 축성했을 가능성도 있다.
임진왜란과 정묘호란 등으로 방어의 중요성이 대두되어 조선왕조실록의 보존 문제가 논의되면서, 조선 광해군 2년(1610) 이곳에 조선시대 5개의 역사책보관소 중의 하나인 적상산사고를 설치하고 『조선왕조실록』과 『왕실족보』를 보관하였다. 실록전, 사각(史閣), 선원각, 군기고, 대별관, 호국사를 세웠고 임진왜란 이후 진(鎭)을 두어 산성을 수축하고 운영했다. 적상산에 보관되었던 조선왕조실록은 1911년 창덕궁 장서각으로 옮겨져 보관되다가, 한국전쟁 당시 북한에 반출되어 현재 평양의 인민대학습당에 보관되어 있다. 이중 남쪽에 남아있던 4책의 조선왕조실록 적상산사고본을 2019년 국보 154-4호로 지정하였다. 4책중 1책은 국립중앙박물관에 3책은 한국학중앙연구원 장서각에 보관되어 있다.
현재 성벽은 무너져 숲 사이에서 겨우 그 모습을 찾을 수 있고, 사각과 기타의 건물들도 그 터만이 남아 있다. 최근에 성 안에 저수지를 만들어 놓았다.

## 같이 보기
- 적상산

## 참고 자료
- 무주 적상산성 - 국가유산청 국가유산포털